# José Serebrier
José Serebrier (Montevideo, 3 de diciembre de 1938) es un compositor y director de orquesta uruguayo.

## Biografía
De padres rusos y polacos realizó sus estudios de violín en su ciudad natal. Se graduó en la escuela municipal de música de Montevideo donde estudió con Juan Fabri, Miguel Pritsch y Vicente Ascone.A los 17 años ganó la competencia de compositores del SODRE con su Leyenda de Fausto.
Ganó una beca del Departamento de Estado de los Estados Unidos para estudiar en Curtis Institute of Music de Filadelfia, con Vittorio Giannini estudiando luego con Aaron Copland en Tanglewood Institute, donde ganó el Premio Koussevitsky, estableciéndose definitivamente en Estados Unidos. 
Su primera sinfonía fue estrenada por Leopold Stokowski, debutando como director en Nueva York en Carnegie Hall con la American Symphony Orchestra en 1965.
Tiene una vasta discografía y sus grabaciones de la Cuarta Sinfonía de Charles Ives y sus versiones de música orquestal rusa son particularmente apreciadas, especialmente Aleksandr Glazunov y Modest Músorgski.
Serebrier no usa batuta desde que en 1975 se hirió mientras dirigía.
Está casado con la soprano norteamericana Carole Farley y reside entre Nueva York y Londres.

## Premios
- 1976  - Ditson Conductor's Award
- 2004 Grammy por "Carmen Symphony".

Ha ganado en total 8 Premio Grammy.

## Composiciones (selección)
- 1948 Sonata for violin solo, Op. 1
- 1952 Elegy for strings
- 1955 Sonata for Viola Alone
- 1957 Momento Psicológico for violin & orchestra
- 1957 Suite Canina (Canine Suite)
- 1958 Poema Elegíaco for violin & orchestra
- 1958 Partita (Symphony n.º 2)
- 1960 Fantasia for strings
- 1963 Variations on a Theme from Childhood, for trombone (or bassoon) & strings
- 1966 Passacaglia and Perpetuum Mobile, for accordion & chamber orchestra
- 1973 Seis por Televisión (6 for television)
- 1986 George and Muriel, for double bass, double bass choir & chorus
- 1991 Dorothy and Carmine!, for flute & strings
- 1999 Winterreise
- 2003 Symphony n.º 3 for strings & soprano ("Symphonie mystique")